# Тимофеев, Владимир Николаевич (учёный)
Владимир Николаевич Тимофеев (1903—1970) — советский учёный, специалист в области термодинамики и радиационного теплообмена в топках котлов.

## Биография
Родился 13 июня 1903 года в городе Гусь-Хрустальный Ивановской губернии.
Окончил МВТУ по специальности инженер-механик (1931). Работал:
- 1931—1936 научный сотрудник, заместитель директора по научной части Уральского отделения Всесоюзного теплотехнического института (ВТИ);
- 1936—1952 преподаватель, доцент Московского энергетического института (МЭИ), в 1949—1952 зав. кафедрой термодинамики;
- 1952—1955 заместитель директора по научной работе Всесоюзного НИИ металлургической теплотехники (ВНИИМТ, Свердловск).

С 1955 года зав. теоретической лабораторией теплообмена ВНИИМТ.
Умер 20 апреля 1970 года в Свердловске. Похоронен на Широкореченском кладбище.

## Награды и звания
Кандидат технических наук (1938).
Сталинская премия 1951 года — за работы по термодинамике газов.
Награждён орденом «Знак Почёта» (1966), медалями.

## Сочинения
Автор трёх монографий, в том числе:
- Китаев Б. И., Тимофеев В. Н., Боковиков Б. А., Малкин В. М., Швыдкий В. С., Шкляр Ф. Р., Ярошенко Ю. Г. Тепло- и массообмен в плотном слое. М.: Металлургия, 1972. — 432 с.
- Теория расчета регенеративных теплообменников / В. Н. Тимофеев, В. М. Малкин, Ф. Р. Шкляр // Сб. науч. трудов № 8 ВНИИМТ «Регенеративный теплообмен. Теплоотдача в струнном потоке». Свердловск: Металлургиздат, 1962. — С. 16-32.